# Рассел М. Нельсон
Рассел Маріон Нельсон-старший (народився 9 вересня 1924, Солт-Лейк-Сіті) — американський релігійний лідер та колишній хірург, який є 17-м чинним президентом Церкви Ісуса Христа Святих останніх днів (ЦІХ СОД). Нельсон майже 34 роки був членом Кворуму Дванадцяти апостолів Церкви, і був президентом кворуму з 2015 по 2018 рік. Будучи президентом церкви, Нельсон приймається церквою як пророк, провидець і одкровитель.
Народжений в Солт-Лейк-Сіті, штат Юта, Нельсон відвідував Університет штату Юта, де здобув ступінь бакалавра в 1945 році. У 22 роки він з відзнакою закінчив Університет Юти і отримав диплом лікаря. Він продовжив освіту і здобув ступінь доктора філософії. в університеті Міннесоти, де у складі групи лікарів був піонером у розвитку хірургії на відкритому серці. У 1951 р. підтримав першу в історії операцію на відкритому серці людини за допомогою серцево-легеневого шунтування. Після подальшої хірургічної підготовки та дворічного перебування в медичному корпусі армії США під час війни в Кореї, Нельсон повернувся в Солт-Лейк-Сіті і прийняв професорсько-викладацьку діяльність в Медичній школі університету штату Юта. Наступні 29 років він провів, працюючи в галузі кардіоторакальної хірургії. Нельсон став відомим серцевим хірургом і обіймав посаду президента Товариства судинної хірургії та Медичної асоціації штату Юта.
Протягом своєї хірургічної кар'єри Нельсон служив на різних керівних позиціях у ЦІХ СОД, починаючи з Солт-Лейк-Сіті, а потім — як генеральний президент недільної школи ЦІХ СОД з 1971 по 1979 рік. 1984 Нельсон та американський юрист Даллін Х. Оукс обрані, щоб заповнити дві вакантні посади в кворумі Дванадцятьох Апостолів ЦІХ СОД. Апостоли ЦІХ СОД служать довічно, і тому Нельсон звільнився з усіх своїх попередніх професійних посад.

## Раннє життя та освіта
Рассел М. Нельсон народився 9 вересня 1924 року в Солт-Лейк-Сіті, штат Юта, у Маріон Клавар Нельсон (1897—1990) та його дружини Флосс Една Нельсон (уроджена Андерсон; 1893—1983). У нього були дві сестри — Марджорі Е. (1920—2016) та Енід (нар. 1926) та брат Роберт Х. (1931—2014). Батько Нельсона був репортером Deseret News, а згодом став генеральним директором Gillham Advertising, найдавнішого рекламного агентства штату Юта. Його батьки не були активними у вірі святих останніх днів, коли він був юнаком, але вони відправили його до недільної школи і він був охрещений членом ЦІХ СОД у 16 років.
Нельсон навчався в бізнес-коледжі ЦІХ СОД в підлітковому віці (одночасно із зарахуванням до середньої школи) і працював помічником секретаря в банку. Він закінчив середню школу у 16 років та поступив до університету штату Юта, отримавши ступінь бакалавра у 1945 р. та доктора наук у 1947 р. Нельсон розпочав свій перший курс медичного училища до закінчення ступеня бакалавра, та закінчив чотирирічну програму доктора медицини, посівши перше місце у своєму класі після лише трьох років навчання.
Після медичного училища Нельсон поїхав до Університету штату Міннесота за клінічною ординатурою. Перебуваючи в штаті Міннесота, він був членом дослідницької групи хірурга Кларенса Денніса, яка розробляла апарат серце-легені, який у квітні 1951 р. був задіяний у першій операції на відкритому серці людини за допомогою серцево-легеневого шунтування. Нельсон отримав ступінь доктора філософії в Міннесоті в 1954 році за його наукові внески.
Нельсон відслужив дворічний термін в медичному корпусі армії США під час війни в Кореї, в Медичному центрі армії Уолтера Ріда у Вашингтоні, округ Колумбія. Перебуваючи на службі, він був призначений в дослідницьку групу, сформовану комендантом Аспірантури у м. Вальтер Рід, полковником Вільямом С. Стоуном під керівництвом доктора Фіоріндо А. Сімеоне, професора хірургії Університету Західного резерву в Клівленді, який був клінічним слідчим у Середземноморському театрі під час Другої світової війни. Ця команда, до складу якої входили також майор Кертіс П. Артц, капітан Джордж Е. Шрайнер та сам Нельсон, була зосереджена на шляхах поліпшення лікування поранених і виїжджала до всіх п'яти підрозділів МАШ, які діють у Кореї, а також двох головних лікарень з евакуації, декількох полігонів стаціонарні лікарні, табору військовополонених та найбільших евакуаційних лікарень Японії, Гаваїв та материкових США для здійснення там удосконалень. В один момент команда підійшла настільки близько до фронту, що потрапила під вогневий обстріл з артилерійських позицій противника, який не влучив у них. Після 20 місяців служби він залишив активну службу в званні капітана.
Після військової служби він протягом року працював та стажувався як хірург в загальній лікарні штату Массачусетс.

## Медична кар'єра
Нельсон повернувся в Солт-Лейк-Сіті в 1955 році на посаду викладача в Медичній школі університету штату Юта. Там він побудував власний прилад — машину для обходу серця та легенів і застосував її для підтримки першої операції на відкритому серці в штаті Юта. Ця операція була проведена в загальній лікарні Солт-Лейк (SLGH) для дорослої людини з дефектом міжпередсердної перегородки. Нельсон був також директором програми резиденції грудної хірургії Університету Юти.
Це ознаменувало б перше з багатьох кар'єрних досягнень Нельсона. У березні 1956 р. він здійснив першу успішну дитячу серцеву операцію в SLGH, повне відтворення тетралогії Фалло у чотирирічної дівчинки. Він був на чолі хірургів, зосереджуючи увагу на ішемічній хворобі і також сприяв просуванню хірургії клапанів. У 1960 р. Він здійснив один із перших у світі рекурсів регургітації тристулкового клапана. Його пацієнт був патріархом колу ЦІХ СОД. Як свідчення його хірургічної майстерності, серія замін аортального клапана 1968 р. призвела до надзвичайного падіння випадків смертності. Пізніше він здійснив ту саму операцію з майбутнім президентом Церкви LDS Спенсером В. Кімболом, замінивши пошкоджений аортальний клапан. У 1985 році Нельсон разом зі своїм колегою Конрадом Б. Йенсоном здійснили чотириразову обхідну операцію на серці китайського оперного виконавця Фанг Ронгсян (方荣翔 ; 1925—1989).
У 1965 році Чиказький університет запропонував Нельсону посаду керівника їх департаменту торакальної хірургії. Даллін Х. Оукс, тоді професор права в Чикаго та колега по ЦІХ СОД, активно працював над вербуванням Нельсона. Однак, порадившись з Девідом О. Маккеєм, Нельсон відхилив пропозицію.
Нельсон став займатися адміністративними аспектами медицини і був обраний президентом Державної медичної асоціації штату Юта. Він був головою відділення торакальної хірургії лікарні ЦІХ СОД.
Нельсон був відзначений на національному рівні, будучи обраним президентом Товариства судинної хірургії 1975 року. Він також був директором Американської ради торакальної хірургії. Нельсон багато подорожував лікарем і виступав на конференціях у багатьох частинах Латинської Америки та Африки, а також в Індії та Китаї.
У 2015 році Університет штату Юта разом з Американським кардіологічним коледжем запросили доктора наук Рассела М. Нельсона запрошеним професором з кардіоторакальної хірургії.

## Церковне служіння
Окрім своєї медичної роботи, Нельсон часто служив на лідерських позиціях у ЦІХ СОД. У перші роки свого шлюбу він служив у кількох покликаннях, у тому числі як радник у єпископствах і як член вищої ради колу. Перш ніж бути призначеним апостолом, він працював президентом колу в Солт-Лейк-Сіті з 1964 по 1971 рік, з Джозеф Б. Віртлін, який виконував функції другого радника. Нельсон також вісім років був генеральним президентом в церковній Недільній школі, а чотири роки — регіональним представником.

### Апостол
Нельсон був покликаний апостолом Президентом ЦІХ СОД Спенсером У. Кімболом, в якого він був особистим лікарем протягом багатьох років. 7 квітня 1984 року під час загальної конференції Церкви Нельсон став членом кворуму Дванадцяти апостолів. Він був висвячений на апостола 12 квітня 1984 року Гордоном Б. Хінклі. На цій же конференції Даллін Х. Оукс був також підтриманий як член Кворуму Дванадцяти. Нельсон і Оукс заповнили вакантні місця у кворумі, створені смертями Легранда Річардса та Марка Е. Петерсена. На початку служіння апостолом Нельсон був радником церковної організації «Молоді жінки» та підтримував розробку програм «Молоді жінки» та Особистий розвиток.
У 1991 році Нельсон виступив переговорником від ЦІХ СОД у Службі внутрішніх доходів щодо оподаткування внесків на підтримку місіонерського служіння. У 1992 році він був головним делегатом церкви до Парламенту Світових Релігій. Деякий час він також був представником церкви при комітеті Державного департаменту США з питань міжнародної релігійної свободи.
Як апостол, Нельсон відповідав за справи ЦІХ СОД в Африці. У 2009 році він разом із дружиною та іншими людьми зазнав нападу під час перебування в Мозамбіку. Він також здійснив кілька інших візитів на цей континент, включаючи один у Кенію в 2011 році.
З 2007 по 2015 рік Нельсон був членом Церковних Опікунських рад / Освіти, керівного органу Церковної Освітньої Системи та головою її Виконавчого Комітету. Оукс замінив його на посаді голови Виконавчого Комітету.
Після смерті Бойда К. Пакера 3 липня 2015 року Нельсон став найстаршим членом Кворуму Дванадцяти та президентом кворуму. Нельсон був визначений президентом кворуму 15 липня 2015 року Томасом С. Монсоном.
Нельсон здійснив свою першу міжнародну поїздку як президент кворуму до Центральної Америки з 20 по 31 серпня 2015 року. Наступного місяця Нельсон висвятив оновлену ділянку Відновлення Священства Ааронова в Пенсильванії, де, як вважають члени ЦІХ СОД, священства Ааронове та Мелхіседекове були відновлені.

#### Східна Європа
Після покликання Монсона до Першого президентства в 1985 році, Нельсон був визначений, як апостолом, який наглядає за роботою Церкви у Східній Європі. У цій роботі він тісно співпрацював з Деннісом Б. Нойеншвандером та Гансом Б. Рінггером. Нельсон брав участь у перших зустрічах між лідерами ЦІХ СОД та урядовцями Болгарії, Румунії та Радянського Союзу, і працював над продовженням розширення та визнання ЛДС в Чехословаччині, Угорщині та Польщі.
У серпні 2010 року Нельсон приїхав на освячення Київського Українського Храму. Після цього, у вересні, він їздив на церковні збори в декілька європейських країн. Він проголосив благословення на Хорватію, Словенію, Македонію, Боснію та Герцеговину та Косово, відвідуючи кожну з цих країн; це було доповненням до присвячення для проповідування Євангелія у Югославії Монсоном у 1985 році.
Єдиний син Нельсона, Рассел М. Нельсон-молодший, служив місіонером ЦІХ СОД в Росії. У 2011 році Нельсон повернувся до Росії, щоб організувати у цій країні перший церковний кіл, штаб-квартира якого знаходиться в Москві.

#### Центральна Азія
У серпні 2003 року Нельсон став першим членом кворуму Дванадцяти, який відвідав Казахстан. Перебуваючи там, Нельсон відвідав урядовців, дав інтерв'ю телебаченню «Южная Столица» і висвятив цю країну для проповідування Євангелія.

#### Китай
Коли він був Генеральним Президентом Недільної Школи, Нельсон відвідав зустріч, на якій Кімбол закликав присутніх вивчати китайську мову. Нельсон прийняв цей виклик і розвинув елементарні знання на мандарині. Він налагодив зв'язки з медичною спільнотою в Китаї та здійснив кілька поїздок туди для підготовки хірургів. У 1985 році Нельсон був першим, хто коли-небудь став почесним професором медичного коледжу Шаньдун. У 1995 році Нельсон поїхав до Пекіна разом з Нілом А. Максвеллом та іншими лідерами ЦІХ СОД за офіційним запрошенням віце-прем'єр-міністра Китаю Лі Ланкіна.

### Президент Церкви
Зі смертю Монсона 2 січня 2018 року Нельсон очікувано став спадкоємцем президентства Церкви. Нельсон підписав 1150 покликань на місії як головуючий апостол. Після того, як він був призначений на посаду президента Церкви 14 січня 2018 року, Нельсон був представлений членам Церкви та засобам масової інформації через два дні разом з Оуксом як його першим радником та Генрі Б. Ерінг як другим радником. Нельсон вирішив не утримувати Дітера Ф. Ухтдорфа, який обіймав посаду Другого Радника Монсона, у новому Першому Президентстві. Це було вперше після 1985 року, коли новий президент церкви не утримував радника, який працював раніше.

#### Всесвітнє служіння
Від початку свого президентства у ЦІХ СОД Нельсон відвідав членів Церкви в різних куточках світу. До серпня 2019 року він відвідав шістнадцять країн, звертаючись до тисяч представників віри.
Перша поїздка, яку називали всесвітнім туром служіння Церкви, відбулася у квітні 2018 року, коли Нельсон разом із дружиною та з Джефрі Р. Голландом та його дружиною зустрілися із святими останніх днів у Лондоні, Англія ; Єрусалимі ; Найробі, Кенія ; Хараре, Зімбабве ; Бенгалуру, Індія ; Бангкоці, Таїланд ; Гонконгу ; і Лаї, Гаваї.
У червні 2018 року Нельсон поїхав до Альберти, Канада, де народилася та виросла його друга дружина, і три вечори поспіль проводив там особисті звернення.
У вересні 2018 року Нельсон відвідав Домініканську Республіку, де він виголосив цілу промову іспанською мовою, що, як вважається, стало першим випадком, коли президент Церкви виголосив розширену промову у формальній обстановці мовою, відмінною від англійської. У цій же поїздці він відвідав Пуерто-Рико.
10 лютого 2019 року Нельсон розмовляв з членами церкви в Аризоні на стадіоні State Farm у Глендейлі. Окрім великої кількості людей, які відвідували це духовне звернення, ефір транслювався по всій державі.
9 березня 2019 року Нельсон зустрівся з папою Франциском у Ватикані. Подія відзначилася вперше в історії, коли Папа та президент ЦІХ СОД зустрілися віч-на-віч. Зустріч відбулася за день до того, як був присвячений Храм у Римі, Італія.
У серпні 2019 року Нельсон відвідав Гватемалу, Колумбію, Еквадор, Аргентину та Бразилію.

#### Зміни політики та оголошення
В перші кілька місяців керівництва Нельсоном Церквою відбулося багато суттєвих змін у церковній політиці, багато з яких серйозно обговорювались до того, як він став президентом Церкви, а деякі — стали продовженням змін, запроваджених його попередниками. Нельсон розпочав своє президентство через два дні після його висвячення з короткою трансляцією для членів церкви в січні 2018 року, перш ніж провести прес-конференцію. Ця трансляція напередодні прес-конференції була безпрецедентною і дала можливість новим керівникам швидко звернутися до всієї церкви.
У березні 2018 року Перше Президентство випустило лист про запобігання та реагування на зловживання. У цьому листі було підтверджено існуючу політику, але також чітко зазначено, що ніколи не слід рекомендувати забороняти повідомляти про зловживання юридичним органам. В керівництві також було чітко наголошено на використанні консультацій для надання допомоги у зціленні від зловживань. Він також надав більш чітку політику, яка передбачає, що всі інтерв'ю з жінками та молоддю можна проводити за присутності іншої людини в приміщенні, і дав зрозуміти, що молодь та жінки можуть мати батьків або інших дорослих, присутніх на співбесіді. Цим також було скориговано попередню політику, заборонивши дорослим чоловікам навчати на заняттях дітей або молодь наодинці, застосовуючи це до всіх дорослих.
Під час квітневої генеральної конференції Церкви Нельсон оголосив про призначення азіато-американця Герріта Гонга і бразильця Уліссаса Соареса до кворуму Дванадцяти апостолів, обидва вони служили в Президентстві Сімдесяти. За більшістю оцінок, Гонг був першим апостолом, який не був білим, хоча деякі також вважають Соареса небілим. Ці покликання були визнані такими, що додають різноманітності Кворуму Дванадцяти.
Нельсон також оголосив про значні зміни в організації церкви під час квітневої загальної конференції. Спочатку групи первосвященників на рівні приходу були розпущені, що зробило всіх володарів священства Мелхіседекова у приходах та відділеннях частиною кворуму старійшин. Кворум первосвященників колу тепер складається з нинішніх членів президентств колів, вищих рад, єпископатів та діючих патріархів. Далі, Нельсон оголосив про закінчення домашнього вчителювання та візитного навчання, замінивши програмою з упором на служіння, і змістивши як фокус, так і методи їх обліку. У рамках цієї зміни молоді жінки віком від 14 до 18 років можуть бути призначені сестрами, що займаються службою, подібно до того, як вже давно було в молодих чоловіків віком 14-18 років, які виконували функції домашніх вчителів. Наприкінці конференції Нельсон оголосив про будівництво семи нових храмів, у тому числі першого в Нікарагуа, Росії, Індії та американському штаті Вірджинія.
У травні 2018 року Церква проголосила, що закінчить своє спонсорство скаутських загонів наприкінці 2019 року. У рамках цього рішення було заявлено, що всі програми для молодих чоловіків, молодих жінок та початкових класів для дітей віком 8-18 років будуть замінені новою, єдиною всесвітньою програмою.
Червень 2018 року розпочався спонсорованими Першим Президентством святкуваннями 40-ї річниці одкровення, яке поширило священство та благословення Храму на всіх гідних членів без огляду на расу, під час яких Нельсон висловив заключні зауваження. За кілька днів до цього Нельсон та його консультанти зустрілися з національними лідерами NAACP. У ті ж вихідні Нельсон віддано звернувся до молоді ЦІХ СОД, коли він закликав їх більш повною мірою віддаватися Церкві. Він закликав їх проводити всі сім днів разом, щоб уникати використання соціальних медіа. 18 червня Перше Президентство створило комітети, призначені для формування єдиної книги гімнів та дитячих пісень для членів Церкві усього світу, причому кожне мовне видання матиме однакові гімни (та пісні) в тому ж порядку, і щоб ці комітети приймали подання та збирання опитувань до липня 2019 року. Передбачається, що процес створення нової об'єднаної збірки гімнів та дитячих пісень займе декілька років.
У серпні 2018 року Нельсон видав заяву, в якій закликав використовувати повне ім'я церкви. На Генеральній конференції церкви у жовтні 2018 року він повторив свою позицію, заявивши: «Це виправлення» та «Це наказ Господній». Нельсон сказав членам, що використання таких прізвищ, як Мормон або LDS, було «головною перемогою для сатани».
На загальній конференції в жовтні 2018 року Нельсон оголосив про коригування балансу між поклонінням вдома та в церквних приміщеннях. Це було підкреслено скороченням тривалості недільних зборів церкви до 2-х годин від попередніх 3-х годин. Наприкінці місяця Нельсон відвідав п'ять південноамериканських країн, під час яких він зустрівся з президентом Перу Мартіном Віскаррою, дав промову в Перу іспанською мовою і присвятив Храм Консепсьйон Чилі.
У грудні 2018 року Перше Президентство церкви змінило процес розвитку молодіжного класу та висвячення священства. Починаючи з 2019 року, молодь рухатиметься між класами та кворумами священства на початку року, в якому їм виповниться 12, 14 чи 16, а не тоді, коли день народження відбудеться протягом року.

#### Храми
Термін перебування Нельсона на посаді президента церкви був підкреслений посиленням уваги до поклоніння в храмах ЦІХ СОД. Станом на жовтень 2019 року Нельсон оголосив про створення 35 нових храмів у кількох країнах світу. Його подорожі були підлаштовані до посвячень кількох храмів, особливо Храму у Римі, Італія, в березні 2019 року, в якому взяли участь усі нинішні члени Першого Президентства та Кворуму Дванадцятьох Апостолів.
У 2018 році Нельсон анонсував будівництво 19 нових храмів, 7 — у квітні та 12 — у жовтні, серед яких першими були в Індії, Нікарагуа, Росії та Камбоджі. Під час візиту у квітні 2018 року до Індії Нельсон пояснив членам Церкви, що Господь доручив йому оголосити про храм увечері перед загальною конференцією, хоча спочатку він не планував цього робити. Проголосивши храм у Нікарагуа, Нельсон виконав апостольську обіцянку, яку він дав членам церкви 6 роками раніше.
У жовтні 2018 року Нельсон завершив 10-денну поїздку до Південної Америки, присвятивши Храм Консепсьйон Чилі. Після посвячення в грудні 2018 року Храму Барранкілла Колумбії Далліном Х. Оуксом, Нельсон головував у триденних богослужіннях за храм у Римі, Італія з 10 по 12 березня 2019 року. Нельсон зібрав усіх апостолів церкви із собою в Римі на це посвячення. Це був перший раз, коли всіх висвячених апостолів було зібрано в одному місці за межами Сполучених Штатів. Перебуваючи в Римі, Перше Президентство та Кворум Дванадцятьох Апостолів зробили перше фото апостольської групи за два десятиліття.
У квітні 2019 року Нельсон оголосив ще 8 храмів, включаючи перший для американського Самоа.
У жовтні 2019 року Нельсон оголосив ще 8 храмів, серед яких перший для Сьєрра-Леоне та Папуа-Нової Гвінеї.

## Шлюби та діти
Будучи студентом Університету штату Юта, Нельсон познайомився і почав зустрічатися зі студенткою того ж університету Данцель Уайт (1926—2005). Вони зустрічалися протягом трьох років, потім одружилися 31 серпня 1945 року в Храмі Солт Лейк. Разом у них було дев'ять дочок  —  Марша, Венді (1951—2019), Глорія, Бренда, Сильвія, Емілі (1958—1995), Лорі, Розалі та Марджорі  —  і син, Рассел-молодший (б 1972).
Данцель Нельсон несподівано померла вдома в Солт-Лейк-Сіті 12 лютого 2005 року у віці 78 років. Наступного року Нельсон одружився з канадською медсестрою та вихователькою Венді Л. Уотсон (нар. 1950) у Храмі Солт-Лейк. Уотсон, родом з Реймонда, Альберта, була професором шлюбної та сімейної терапії в Університеті Брігама Янга до виходу на пенсію в 2006 році. Її шлюб з Нельсоном був для неї першим.

## Посади та нагороди
- Президент Асоціації торакальних хірургічних директорів[28]
- Президент Товариства судинної хірургії[4]
- Президент Державної медичної асоціації штату Юта
- Директор Американської ради торакальної хірургії
- Голова Ради з питань серцево-судинної хірургії Американської асоціації серця
- Голова відділення торакальної хірургії лікарні LDS
- Заступник голови ради керівників лікарні LDS
- «Визначення за Міжнародне Служіння», Американська асоціація серця
- «Нагорода Золоте Серце», Американська асоціація серця[96]
- «Нагорода Золота тарілка», Американська академія досягнень[97]
- «Премія визначних випускників», Університет штату Юта[98][99]
- «Премія хірургічного випускника року», Медичний університет Міннесоти[100]
- «Медаль губернатора за науку: нагорода за всебічне досягнення», саміт з інноваційних технологій штату Юта[101]
- Нагорода «Адвокат мистецтв», вручена Асоціацією мистецтв натхнення [Архівовано 7 серпня 2020 у Wayback Machine.].[102]

У червні 2018 року Університет штату Юта надав кафедрі кардіоторакальної хірургії імені Нельсона та його першої дружини Данцель.

## Почесні ступені
| Дата     | Школу                           | Ступінь                 |
| -------- | ------------------------------- | ----------------------- |
| 1970 рік | Брігем Янг університет          | Доктор наук             |
| 1989 рік | Державний університет штату Юта | Доктор медичних наук    |
| 1994 рік | Сніговий коледж                 | Лікар з гуманних листів |

## Вибрані твори
Книги
- Nelson, Russell M. (1979), From Heart to Heart: An Autobiography, Nelson, OCLC 6144971
- —— (1987), Motherhood, Deseret Book, ISBN 978-0-87579-087-9, OCLC 20469710
- —— (1988), The Power Within Us, Deseret Book, ISBN 978-0-87579-154-8, OCLC 18164244
- —— (1993), Lessons from Mother Eve: A Mother's Day Message, Deseret Book, ISBN 978-0-87579-734-2, OCLC 32969712
- —— (1995), The Gateway We Call Death, Deseret Book, ISBN 978-0-87579-953-7, OCLC 31901270
- —— (1998), The Magnificence of Man and Truth--and More, Deseret Book, ISBN 978-0-87579-985-8, OCLC 40197958
- —— (1998), Perfection Pending: And Other Favorite Discourses, Deseret Book, ISBN 978-1-57345-405-6, OCLC 39256877
- —— (2009), Hope in Our Hearts, Deseret Book, ISBN 978-1-60641-201-5, OCLC 426253825
- —— (2010), Wise Men and Women Still Adore Him, Deseret Book, ISBN 978-1-60641-835-2, OCLC 672405152
- —— (2015), Accomplishing the Impossible: What God Does, What We Can Do, Deseret Book, ISBN 978-1-62972-125-5, OCLC 1629721255